# 콘스탄티노폴리스의 넥타리오스
넥타리오스(Νεκτάριος; ? - 397년 9월 17일)는 주후 381년부터 죽을 때까지 콘스탄디누폴리스의 대주교였다. 그는 나지안조스의 그리고리오스의 후임이자 요안니스 흐리소스토모스의 전임자였다.